# Hans Ramel (1903–1976)
Hans Gustav Fredrik Troil Ramel, född den 31 januari 1903 i Stockholm, död den 9 juli 1976 i Sunne, var en svensk friherre och jurist. Han var son till Fredrik Ramel.
Ramel avlade juris kandidatexamen 1928. Han blev extra ordinarie fiskal i Skånska hovrätten 1933, assessor där 1940, tillförordnad revisionssekreterare 1943, hovrättsråd 1946, ordinarie revisionssekreterare 1947 och häradshövding i Fryksdals domsaga 1948. Ramel blev riddare av Nordstjärneorden 1949 och kommendör av samma orden 1964.